# Psychoda minutissima
Psychoda minutissima és una espècie d'insecte dípter pertanyent a la família dels psicòdids que es troba a Xile: l'arxipèlag Juan Fernández.